# Elfstedenronde
De Elfstedenronde is een eendaagse wielerwedstrijd voor beroepsrenners, gereden in België, voornamelijk in Vlaanderen. De wielerwedstrijd kreeg deze symbolische naam vanwege de doortocht in evenveel steden. Start en aankomst was meestal in Brugge. Na een lange onderbreking wordt sinds 2017 de wedstrijd opnieuw georganiseerd als de Euro Shop Elfstedenronde, genoemd naar de hoofdsponsor. De Elfstedenronde is een 1.1-koers en maakt onderdeel uit van de UCI Europe Tour. Niet te verwarren met de Nederlandse Elfstedenrace.

## Lijst van winnaars
| Jaar                    | Winnaar              | Tweede                               | Derde                    |             |
| ----------------------- | -------------------- | ------------------------------------ | ------------------------ | ----------- |
| 1943                    | André Declerck       | Jef Moerenhout                       | Richard Depoorter        |             |
| 1944 Niet verreden      |                      |                                      |                          |             |
| 1945                    | André Maelbrancke    | Marcel Rijckaert                     | Jef Moerenhout           |             |
| 1946                    | Sylvain Grysolle     | Albert Sercu                         | Jef Moerenhout           |             |
| 1947                    | Désiré Keteleer      | Gustave Van Overloop Valère Ollivier |                          |             |
| 1948                    | August Van Gaever    | Maurice-andré Deschacht              | René Oreel               |             |
| 1949                    | Julien Ardijns       | Albert Ramon                         | Gustave Dillis           |             |
| 1950                    | Georges Desplenter   | René Janssens                        | Lode Wouters             |             |
| 1951                    | Marcel Kint          | Julien Van Dijcke                    | Wout Wagtmans            |             |
| 1952                    | Hilaire Couvreur     | Juul Huvaere                         | Edward Peeters           |             |
| 1953                    | Marcel Rijckaert     | Gerard Buyl                          | Henri Denys              |             |
| 1954                    | Hilaire Couvreur     | Roger Decock                         | Lucien Mathys            |             |
| 1955                    | Karel De Baere       | René Mertens                         | Joseph Plas              |             |
| 1956                    | Marcel Rijckaert     | René Mertens                         | Lucien Mathys            |             |
| 1957                    | André Noyelle        | Gilbert Scodeller                    | Henri Denys              |             |
| 1958                    | Gabriel Borra        | Piet Oellibrandt                     | Georges Decraeye         |             |
| 1959                    | Maurice Meuleman     | Leon Vandaele                        | Jan Van Gompel           |             |
| 1960                    | Joop Captein         | Frans Aerenhouts                     | Antoon van der Steen     |             |
| 1961                    | Rik Van Steenbergen  | Gustaaf Van Vaerenbergh              | Jos Hoevenaars           |             |
| 1962                    | Emile Severeyns      | Norbert Coreelman                    | Julien De Pré            |             |
| 1963                    | Peter Post           | Armand Desmet                        | Leon Vandaele            |             |
| 1964                    | Leon Vandaele        | Alfons Hermans                       | Theo Mertens             |             |
| 1965                    | Rik Van Looy         | Gustaaf De Smet                      | Bernard Van De Kerckhove |             |
| 1966                    | Arthur Decabooter    | Walter Godefroot                     | Ward Sels                |             |
| 1967                    | Guido Reybrouck      | Arthur Decabooter                    | Gustaaf De Smet          |             |
| 1968                    | Roger Rosiers        | Willy Bocklant                       | Michel Jacquemin         |             |
| 1969                    | Leo Duyndam          | Michael Wright                       | Erik De Vlaeminck        |             |
| 1970                    | Daniel Van Ryckeghem | Frans Verbeeck                       | Erik De Vlaeminck        |             |
| 1971                    | Harry van Leeuwen    | Eddy Verstraeten                     | Noël Vantyghem           |             |
| 1972                    | Hubert Hutsebaut     | Willy Van Neste                      | Guido Reybrouck          |             |
| 1973                    | Patrick Sercu        | Freddy Maertens                      | Frans Verbeeck           |             |
| 1974                    | Freddy Maertens      | Wilfried Wesemael                    | Walter Godefroot         |             |
| 1975-1986 Niet verreden |                      |                                      |                          |             |
| 1987                    | Jos Lammertink       | Jozef Lieckens                       | Søren Lilholt            |             |
| 1988                    | Roger Ilegems        | Jozef Lieckens                       | Frank Pirard             |             |
| 1989                    | Rudy Patry           | Ludwig Willems                       | Rudy Verdonck            |             |
| 1990-2016 Niet verreden |                      |                                      |                          |             |
| 2017                    | Wout van Aert        | Mathieu van der Poel                 | Lawrence Naesen          |             |
| 2018                    | Adam Blythe          | Coen Vermeltfoort                    | Hugo Hofstetter          |             |
| 2019                    | Tim Merlier          | Fabio Jakobsen                       | Jasper Philipsen         |             |
| 2020                    | geannuleerd          | geannuleerd                          | geannuleerd              | geannuleerd |
| 2021                    | Tim Merlier          | Mark Cavendish                       | Sasha Weemaes            |             |
| 2022                    | Fabio Jakobsen       | Caleb Ewan                           | Tim Merlier              |             |
| 2023                    | Jasper Philipsen     | Caleb Ewan                           | Fabio Jakobsen           |             |
| 2024                    | Alexander Kristoff   | Jarne Van de Paar                    | Pierre Barbier           |             |
| 2025                    |                      |                                      |                          |             |

### Meervoudige winnaars
| Overwinningen | Renner           | Land   | Jaren      |
| ------------- | ---------------- | ------ | ---------- |
| 2             | Hilaire Couvreur | België | 1952, 1954 |
| 2             | Marcel Rijckaert | België | 1953, 1956 |
| 2             | Tim Merlier      | België | 2019, 2021 |

### Overwinningen per land
| Overwinningen | Land                           |
| ------------- | ------------------------------ |
| 33            | België                         |
| 6             | Nederland                      |
| 1             | Noorwegen, Verenigd Koninkrijk |